# Sundtjärnen (Sunne socken, Värmland)
Sundtjärnen är en sjö i Sunne kommun i Värmland och ingår i Göta älvs huvudavrinningsområde. Sjön har en area på 0,127 kvadratkilometer och ligger 241,2 meter över havet. Sjön avvattnas av vattendraget Sundtjärnsbäcken.

## Delavrinningsområde
Sundtjärnen ingår i det delavrinningsområde (665298-134296) som SMHI kallar för Mynnar i Stöpälven. Medelhöjden är 280 meter över havet och ytan är 10,11 kvadratkilometer. Det finns inga avrinningsområden uppströms utan avrinningsområdet är högsta punkten. Sundtjärnsbäcken som avvattnar avrinningsområdet har biflödesordning 4, vilket innebär att vattnet flödar genom totalt 4 vattendrag innan det når havet efter 342 kilometer. Avrinningsområdet består mestadels av skog (84 procent). Avrinningsområdet har 0,13 kvadratkilometer vattenytor vilket ger det en sjöprocent på 1,3 procent.